# Pók Lajos
Pók Lajos (Eger, 1919. augusztus 1. – Budapest, 1998. szeptember 19.) magyar irodalomtörténész, szerkesztő, kritikus.

## Életpályája
Szülei: Pók József és Répa Mária voltak. 1946-ban végzett a Pázmány Péter Tudományegyetem Bölcsészettudományi Karának magyar–német szakán. 1946–1950 között köztisztviselőként dolgozott. 1950-1956 között a Művelt Nép Kiadó szerkesztője volt. 1956–1959 között Bibliotheca Kiadó irodalmi vezetője volt. 1959–1987 között a Gondolat Könyvkiadó főszerkesztőjeként dolgozott. A Kádár-rendszer hivatalos irodalompolitikájának meggyőződéses és vonalas képviselője volt.
Fő kutatási területe a XIX–XX. századi magyar és német irodalom.

## Magánélete
1946-ban házasságot kötött Somlay Alice-val. Egy fiuk született: Pók Attila (1950) történész.

## Művei
- A Nyugat előzményei (tanulmány, 1957)
- Babits Mihály alkotásai és vallomásai tükrében (kismonográfia, 1967)
- A huszadik század külföldi írói (szerkesztette Köpeczi Bélával, 1968)
- Thomas Mann világa (kismonográfia, 1969)
- A szecesszió (válogatta, szerkesztette, 1972)
- Világirodalmi Kisenciklopédia I-II. (szerkesztette, Köpeczi Bélával, 1976-1984)
- Goethe: Antik és modern (szerkesztette, 1981)
- Kafka világa (kismonográfia, 1981)
- Babits Mihály száz esztendeje (szerkesztette, 1983)
- Goethe: Irodalmi és művészeti írások (szerkesztette, 1985)
- Bécs 1900. Panorámakép a századforduló osztrák-bécsi kultúrájáról; Helikon, Bp., 1989
- A „Zarathustra”. Egy lázadás labirintusai; Göncöl, Bp., 1989
- Babits-breviárium (1993)
- Mi történt a XX. században? (történelmi kézikönyv, 1997)

## Díjai, kitüntetései
- Szocialista Kultúráért (1956)
- A Munka Érdemrend ezüst fokozata (1966)
- A Magyar Népköztársaság Csillagrendje (1986)
- A Magyar Köztársasági Érdemrend középkeresztje (1995)